# Đại Việt sử ký tục biên
Quốc sử tục biên, thường được biết tới với tên gọi Đại Việt sử ký tục biên (chữ Hán: 大越史記續編) là bộ sách sử viết về lịch sử Việt Nam giai đoạn từ năm 1676 đến năm 1753, tức từ thời Lê Hy Tông đến đầu thời Lê Hiển Tông, nối tiếp theo bộ Đại Việt sử ký toàn thư được khắc in năm Chính Hòa thứ 18 (1697).
Nội dung cuốn sách được Ngô Thế Long và Nguyễn Kim Hưng dịch và khảo chứng, Nguyễn Đổng Chi hiệu đính, Nhà xuất bản Khoa học Xã hội xuất bản năm 1991. Năm 2011, sách được Nhà xuất bản Văn hóa thông tin tái bản.

## Quá trình biên soạn
Bộ sách được chúa Trịnh Sâm ra lệnh biên soạn vào năm 1775 dưới thời vua Lê Hiển Tông, do Nguyễn Hoàn, Lê Quý Đôn, Vũ Miên làm tổng tài, Ngô Thì Sĩ, Phạm Nguyễn Du, Ninh Tốn, Nguyễn Sá làm toản tu. Nội dung ban đầu chép từ thời Lê Hy Tông đến Lê Ý Tông (1676-1740), bao gồm 6 quyển.

## Bị cấm và tiêu hủy
Nội dung Đại Việt sử ký tục biên viết chủ yếu ca ngợi công lao của các chúa Trịnh, nên đã bị vua Minh Mạng nhà Nguyễn coi là "yêu thư, không phải là tín sử" và ra lệnh cấm lưu hành và tiêu hủy. Đạo dụ năm 1838 viết:
''Trong các sách An Nam lịch đại sử ký có nhiều chỗ văn nghĩa sự tích giản lược. Đến giai đoạn từ đời Lê Trung hưng trở về sau, họ Trịnh nắm hết chính quyền, vua Lê chỉ ngồi bị vị, cho nên những chuyện chép trong Bản kỷ tục biên đều là việc tôn họ Trịnh dìm vua Lê. Thậm chí, những việc họ Trịnh bội nghịch với vua Lê cũng đều chép sai lạc để ngợi khen nhau. Tình trạng trái ngược như mũ giầy điên đảo, không lúc nào tệ bằng lúc ấy. Do đó có những người biên soạn sử sách thời bấy giờ đều là người riêng của họ Trịnh, điều mà sách chép không phải là lời nói theo công nghị. Đến nay tuy những ván khắc cũ [của sách Lê sử tục biên] đã bị tán lạc; nhưng những bản sách đã in, do sĩ dân tàng trữ, há lại không còn hay sao? Nếu còn để sách ấy lại, người nọ truyền riêng cho người kia xem thì nó sẽ làm hãm đắm lòng người, không thể không một phen thu sách ấy lại mà tiêu hủy đi, để tính kế tốt nhất cho phong tục thế đạo. Vậy truyền dụ các quan đầu các địa phương, thông sức cho quan lại sĩ dân trong hạt mình cai trị, nếu còn có nhà nào chứa chấp sách Lê sử bản kỷ tục biên, thì bất cứ sách in hay sách viết, đều nộp lên quan ngay, do quan đầu địa phương đệ nạp tại Bộ. Khi sách đã đến Bộ, Bộ sẽ tâu xin trên hủy đi.

Do lệnh cấm và tiêu hủy này mà bản khắc in Đại Việt sử ký tục biên hiện nay không còn. Theo Ngô Thế Long và Nguyễn Kim Hưng, tác phẩm này hiện còn chín bản dưới dạng chép tay với các tên gọi khác nhau như Đại Việt sử ký tục biên, Việt sử tục biên (越史續編), Lê hoàng triều kỷ (黎皇朝紀), Hậu Lê thời sự kỷ lược (後黎時事紀略). Các bản chép tay này hiện đang lưu trữ tại Viện Nghiên cứu Hán Nôm và Viện Sử học.

## Nội dung
Nội dung Đại Việt sử ký tục biên nối tiếp vào quyển XIX của Đại Việt sử ký toàn thư (biên đến thời Gia Tông Mỹ hoàng đế):
- Quyển XX: Hy Tông Chương hoàng đế
- Quyển XXI: Dụ Tông Hòa hoàng đế
- Quyển XXII:
  - Duệ Tông Thời hoàng đế
  - Thuần Tông Giản hoàng đế
  - Ý Tông Huy hoàng đế
  - Hiển Tông Vĩnh hoàng đế (1740 - 1753)